# Scea vulturata
Scea vulturata är en fjärilsart som beskrevs av W. Warren 1904. Scea vulturata ingår i släktet Scea och familjen tandspinnare. Inga underarter finns listade.